# Kabal (Pakistan)
Pour les articles homonymes, voir Kabal.
Kabal (en ourdou : کبل) est une ville pakistanaise, deuxième ville du district de Swat, dans la province de Khyber Pakhtunkhwa. Elle est aussi la capitale du tehsil du même nom.
Selon le recensement de 2017, la ville compte 118 103 habitants. En 2023, la population de la ville monte à 132 549 habitants.
La ville est majoritairement peuplée de Pachtounes, puisque plus de 98 % des habitants en parlent la langue, le pachto.
Essentiellement musulmane, la ville inclut une toute petite minorité chrétienne, comptant environ 200 fidèles.
Le taux d'alphabétisation de la ville s'élève à 60 % en 2023 (contre une moyenne nationale de 61 % et provinciale de 51 %), dont 71 % pour les hommes et 49 % pour les femmes.